# Bavayia
Bavayia es un género de geckos de la familia Diplodactylidae. Estos gecos son endémicos de Nueva Caledonia y las Islas de la Lealtad.
Estos geckos son de tamaño pequeño a mediano y se distinguen de otros géneros por la longitud de su cola y la forma de los dedos. Son nocturnos y bastante monótonos en la coloración y pasan las horas del día escondidos debajo de la corteza, las rocas o en agujeros de los árboles.

## Especies
Se reconocen las siguientes 12 especies:
- Bavayia crassicollis Roux, 1913.
- Bavayia cyclura (Günther, 1872).
- Bavayia exsuccida Bauer, Whitaker & Sadlier, 1998.
- Bavayia geitaina Wright, Bauer & Sadlier, 2000.
- Bavayia goroensis Bauer, Jackman, Sadlier, Shea & Whitaker, 2008.
- Bavayia montana Roux, 1913.
- Bavayia nubila Bauer, Sadlier, Jackman & Shea, 2012.
- Bavayia ornata Roux, 1913.
- Bavayia pulchella Bauer, Whitaker & Sadlier, 1998.
- Bavayia robusta Wright, Bauer & Sadlier, 2000.
- Bavayia sauvagii Boulenger, 1883.
- Bavayia septuiclavis Sadlier, 1989.